# ディスカバLinQ〜マリンメッセへの道〜
『ディスカバLinQ〜マリンメッセへの道〜』（ディスカバリンク〜マリンメッセへのみち〜）は、RKB毎日放送が2015年4月から12月まで放送していたドキュメンタリー・バラエティー番組。福岡市を拠点とするアイドル“LinQ”の地上波テレビでは初の本格的な冠番組である。

## 概要
東日本大震災直後に産声を上げたLinQは、結成当初から地域・社会・人との繋がりを大切にし、地道に活動領域を広げてきた。2016年の結成5周年記念コンサートをマリンメッセ福岡で開くことを大きな目標としている。しかし、現状のLinQではマリンメッセ福岡を満員にすることはできない。そこで大きな夢の実現のために、各メンバーのスキルを上げ、LinQの知名度を高めることを目的にこの番組が企画され、2015年3月15日、本拠地・天神ベストホールで行われたライブハウスツアー「LinQ LIVEHOUSE CIRQUIT 2015 〜LinQの『わ』拡大だ！大作戦!!〜」ファイナルの席上で放送決定が発表された。
番組では今日までの様々なLinQの活動を紹介するとともに、メンバーの知られざる素顔を紹介したり、スキルアップを図るための様々な企画が用意されている。また同時期に始まった『Rev. from DVLのホーカゴ』が『HKT48のおでかけ!』同様のパターンで、よしもとアール・アンド・シー（現：よしもとミュージック）からの番販購入で放送しているのに対し、この番組はRKBが自社制作で放送している。

### 主な企画
メインコーナー
大物アーティストへのインタビューや、LinQの活動報告など
メンバー紹介
毎回数人のメンバーにインタビューし、その知られざる素顔に迫る
街ブラコーナー
ロケの基本は街歩き、ということでメンバーが街歩きをしながらロケ仕事の技術向上を図る

### 出演者
- LinQ
- 富永倫子（ナレーション担当、元RKBアナウンサー）

### 基本放送時間・放送局
RKB毎日放送テレビ　木曜 1:08 - 1:38（水曜深夜）

## 関連商品
- DVD『ディスカバLinQ〜マリンメッセへの道〜』 2016年4月22日発売 TCエンタテインメント TCED-3018